# Romain Seigle
Romain Seigle (Vienne, 11 ottobre 1994) è un ciclista su strada, ciclocrossista e mountain biker francese, professionista dal 2018.
Dopo quattro stagioni nel World Tour con il team Groupama-FDJ, dal 2022 è nuovamente attivo nel cross country, specialità in cui già era stato campione europeo tra gli Juniores, e nel ciclocross.

## Palmarès

### Strada
- 2016 (CC Étupes, una vittoria)

Classifica generale Tour de Moselle
- 2017 (CC Étupes, una vittoria)

4ª tappa La SportBreizh (Argol > Argol)

### MTB
- 2012 (Juniores)

Campionati europei, Cross country Juniores

### Ciclocross
- 2011 - 2012 (Juniores)

Challenge La France Cycliste - Lignières-en-Berry
Challenge La France Cycliste - Rodez
- 2014 - 2015

Coupe de France Lanarvily

## Piazzamenti

### Grandi Giri
- Giro d'Italia

2021: 88º
- Vuelta a España

2019: 80º
2020: ritirato (7ª tappa)

### Classiche monumento
- Liegi-Bastogne-Liegi

2018: 116º
2019: ritirato
2020: 104º
2021: 66º
- Giro di Lombardia

2020: fuori tempo massimo

### Competizioni mondiali
- Campionati del mondo su strada

Yorkshire 2019 - Staffetta mista: 5º
- Campionati del mondo di ciclocross

Koksijde 2012 - Juniores: 9°

### Competizioni europee
- Campionati europei di ciclocross

Lucca 2011 - Juniores: 3°
Lorsch 2014 - Under-23: 19°